# الجمعية التونسية لهواة اللاسلكي
الجمعية التونسية لهواة اللاسلكي (الراديو) (ASTRA) هي جمعية تطوعية غير ربحية ذات جانب علمي وإنساني وثقافي ومقرها في تونس، تساعد على تعزيز نشاط هواة الراديو في تونس وفقا للوائح وطنية ودولية، وقد اعترفت بها الحكومة التونسية مؤخرًا كما هو موضح في المقالة المنشورة في الجريدة الرسمية للجمهورية التونسية.
بمناسبة ذكرى الإعلان العالمي لحقوق الإنسان في 10 ديسمبر 2011، ومع إعادة هواة الراديو حقوقهم الكاملة في التنظيم وتكوين جمعياتهم بفضل الثورة التونسية وشهدائها، تم الاعتراف بـ ASTRA رسمياً كرابطة تمثل تونس في الاتحاد الدولي لهواة الراديو- IARU- منذ عام 1998 كما هو موضح في التعميم رقم 175 المؤرخ في 12 أكتوبر 1998.

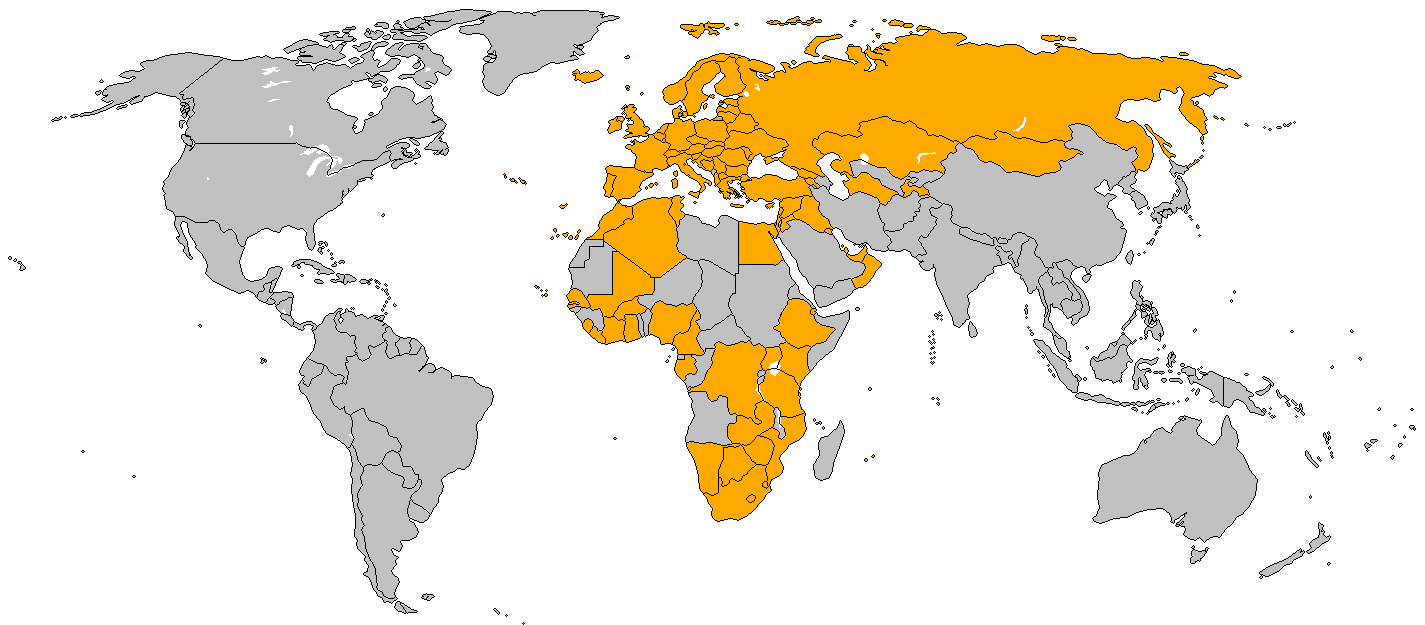
الجمعيات الأعضاء بالمنطقة 1

## الأهداف
أهداف ASTRA هي :
- نشر ودعم راديو الهواة لتوفير الخبرة الوطنية في الاتصالات اللاسلكية مع التدريب الذاتي.
- تنظيم مجال إذاعة الهواة في تونس لصالح المجتمع الوطني.
- توفير المعدات والخبرة لضمان الاتصالات أثناء الطوارئ.
- تمثيل والدفاع عن مصالح راديو الهواة مع المنظمات والمؤسسات والسلطات على المستويات الوطنية والإقليمية والدولية.
- المساهمة في تطوير البحث العلمي والتكنولوجي في مجال الاتصالات والراديو بشكل خاص.
- تعزيز العلاقات الودية بين إذاعة الهواة، مما سيسهم في تعزيز العلاقات بين الناس ونشر قيم السلام بأبعادها الإنسانية.
- التعريف بالتراث الثقافي وثروة الثقافة التونسية.